# Aya (Ateliemoのアルバム)
『Aya』（アヤ）は、日本のポップスユニット・Ateliemoのオリジナルアルバムである。

## 収録曲
1. Dive in Night （ダイヴ・イン・ナイト） 
  - 作曲・編曲：Ateliemo、ギター：布部稲造
2. Looking Glass （ルッキング・グラス） 
  - 作曲・編曲：Ateliemo、ギター：布部稲造
3. 瞬き （またたき） 
  - 作曲・編曲：Ateliemo、木管アンサンブル：書上奈朋子
4. 泡 （あわ） 
  - 作曲・編曲：Ateliemo
5. まだ眠る街 （まだねむるまち） 
  - 作曲・編曲：Ateliemo、ギター：布部稲造
6. Odyssey （オデッセイ） 
  - 作曲・編曲：Ateliemo、ギター：布部稲造
7. endroll   （エンドロール） 
  - 作曲・編曲：Ateliemo
8. 邂逅 – kaikou –   （かいこう） 
  - 作曲・編曲：Ateliemo、ギター：布部稲造
9. 瞬き (MODEWARP Remix)
10. Dive in Night (Alpha One Remix)

## クレジット
- 演奏：Ateliemo (MIku TAKAHASHI & Kenshiro UEDA)
- プロデューサー：松井寛
- ギター（M-1,2,5,6,8）：布部稲造
- 木管アンサンブル(M-3)：書上奈朋子
- マスタリング：Kazuaki NOGUCHI
- エンジニア：Masahiro “Gutti” Kawaguchi
- エンジニア(M-4,7)：High West
- アート・ディレクション：長沼織恵
- フォトグラフィ：八巻典千代
- A&R　: Hiroyuki ASADA
- 統括プロデューサー：Satoru KOBAYASHI (御中レコード/WANTYOU! records)